# Oiartzun (vattendrag)
Oiartzun (baskiska: Oiartzun ibaia) är ett vattendrag i Spanien.   Det ligger i provinsen Gipuzkoa och regionen Baskien, i den norra delen av landet, 400 km norr om huvudstaden Madrid.